# ペッツファースト
ペッツファースト株式会社は、子犬子猫専門ペットショップ「ペッツファースト」や「ペッツファースト動物病院」などを運営するペットの総合企業である。

## 概要
「Pets always come first」を理念に、ペットを最優先に考えたペットショップを全国に86店舗展開。ウェルネス管理センターを全国で3拠点構え、ペットの健康管理を行っている。また、ペッツファースト動物病院として東京に高度医療センターを1医院と動物病院を4医院、横浜に1医院、大阪に2医院、兵庫に1医院、九州に1医院、クリニックを東京に１医院と計11カ所を運営。その他にも、東京・横浜にペッツファーストトリミングを4店舗、ペットケア施設のペットケア&アダプションセンター日光も運営している。
また、販売したペット向けのアフターサポート事業やペット用品開発・販売事業、しつけ事業など多岐にわたるペット関連事業を展開し、ペットライフを支えている。
動物愛護センターより保護した保護犬猫を店舗やペットケア＆アダプションセンター日光で譲渡する活動や、障がいを抱える方のための補助犬育成支援、マイクロチップ普及活動としてペットイベントでのマイクロチップ装着会も行うなど社会貢献活動を実施している。また、ペッツファーストが取り扱うペットを各拠点で数字管理し、例外なくすべてのペットが家族として迎え入れられるまでを可視化したマンスリーペットレポートを2021年10月より公開。

## 事業内容
ペッツファースト株式会社はペット販売事業に特化し、子犬子猫専門のペットショップ「ペッツファースト」を全国に展開し運営している。
グループ会社も含め、ペット販売のみではなく、アフターサポート、動物病院、ペットサロン、老犬ホームなど、多岐に渡ってペットライフをサポートし販売後もペットの生涯とお客様に寄り添う、ペットの総合企業を目指している。
【グループ会社】
- ファーストグリーディー株式会社：ペットフードやケア用品、ペット用チェアなどの仕入・卸、ペットフードの開発を行っている。
- ペッツファーストクレジット株式会社：ペッツファーストの店舗でペットをお迎えする際に利用できるクレジット会社。
- ライフパートナーイケダ株式会社：犬・猫・小動物とペット用品の販売のほか、トリミングサロン、ペットホテル、フォトスタジオ・フルリも運営している。
- 株式会社キンタロー：安全性の高い木製ベビーベッド・ペット家具などの製造を行っている。

## 沿革
- 2006年 - ペット用マイクロチップの装着済み販売をペット業界で初めて全頭導入
- 2008年 - 設立（4月）
- 2008年 - 株式会社ワンニャン村（27店舗）からペッツファースト株式会社へ社名変更
- 2008年 - 全国のイオンへ出店開始
- 2008年 - 健康管理を徹底するために、東京都大田区にウェルネス管理センターを開業
- 2013年 - 路面店の出店を開始
- 2013年 - 保護犬猫譲渡活動を開始
- 2016年 - ペッツファースト動物病院 自由が丘医院 開院
- 2016年 - 聴導犬育成支援を開始
- 2018年 - ファーストグリーディー株式会社 設立（グループ会社）
- 2018年 - ペッツファーストクレジット株式会社 設立（グループ会社）
- 2018年 - 株式会社Miss BIBIをグループ会社化
- 2019年 - 本社を目黒へ移転
- 2019年 - 大学と難病についての共同研究を開始
- 2020年 - ペッツファースト動物病院 吉祥寺医院 開院
- 2021年 - ペッツファースト動物病院 広尾医院 開院
- 2021年 - ペッツファースト動物病院 大阪医院 開院
- 2021年 - マンスリーペットレポート（社内のペットの命に関わる数値）を自社HP上で開示
- 2022年 - グループ会社のペットリゾートカレッジ株式会社を吸収合併
- 2022年 - お台場店に併設のペッツファースト動物病院 お台場クリニック 開院
- 2022年 - グループ会社の株式会社Miss BIBIを吸収合併
- 2022年 - ペッツファースト動物病院 横浜元町医院 開院
- 2022年 - ペッツファースト動物病院 神戸三宮医院 開院
- 2022年 - ペッツファースト動物病院 代官山高度医療センター 開院
- 2023年 - ペッツファーストカード発行開始
- 2023年 - ペッツファースト動物病院 門真クリニック 開院
- 2023年 - ライフパートナーイケダ株式会社のペットショップ事業の新設分割株式を取得（グループ会社）
- 2023年 - ペッツファースト動物病院 福岡大野城医院 開院
- 2024年 - ペッツファースト動物病院 晴海医院 開院
- 2024年 - 株式会社キンタローの製造・販売事業の全株式を取得（グループ会社）
- 2024年 - 一軒家型子ども写真館「フォトスタジオ・フルリ」の事業を譲受

## 運営店舗
ペッツファーストとライフパートナーイケダ合わせて全国に86店舗を展開する。 割合としては関東圏が中心で、49店舗が関東圏に集中している。
（2024年3月現在）
- 東北地区：1店舗
- 関東地区：49店舗
- 中部地区：4店舗
- 近畿地区：18店舗
- 中国地区：7店舗
- 九州地区：7店舗